# Grimacco
Grimacco (Garmak in dialetto sloveno locale, Grmek in sloveno standard,, Grimàc in friulano) è un comune italiano sparso di 302 abitanti del Friuli-Venezia Giulia. La frazione Clodig ospita la sede comunale.

## Geografia fisica

### Territorio
Il comune si apre sui due versanti della valle Cosizza a 33,1 chilometri dal capoluogo di provincia. La sua superficie è di 16,38 km² e la sua altitudine varia dai 216 m s.l.m. di Dolina ai 987 m s.l.m. del monte San Martino.

#### Orografia
La maggior parte delle alture del comune è rappresentata dai contrafforti meridionali del monte Colovrat. Tra questi sono da segnalare lo Škarje (956 m s.l.m.) ed il Gune (767 m s.l.m.) situati a nord di Topolò, il Nad Dolino (956 m s.l.m.) ubicato sopra Grimacco, il Kuk ed il San Mattia situati nei pressi di Costne ed il Merišča ubicato nelle vicinanze di Sverinaz.

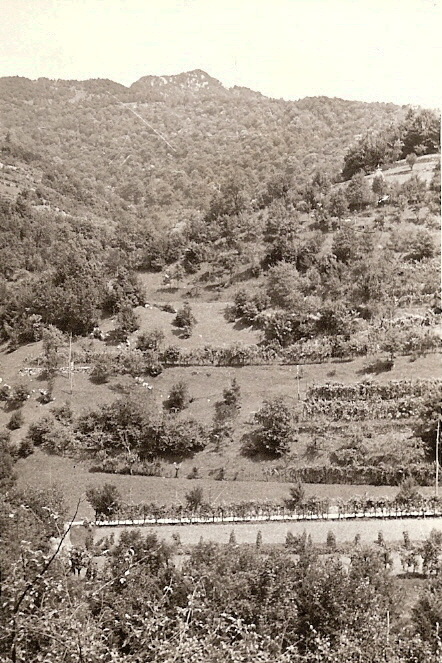
Il monte San Martino

Il punto più elevato del territorio comunale è il Monte San Martino, alto 987 metri, che ha preso il nome dalla chiesetta ivi costruita, sacello romanico le cui origini sono già documentate nel 1299. Il monte si trova in posizione strategica a poca distanza dal passo per Luico e fu utilizzato probabilmente come luogo di vedetta e di avvistamento nel sistema difensivo locale sin da tempi remoti.
I monti sopra menzionati sono attraversati dai seguenti sentieri contraddistinti da segnavia:
- Sentiero Italia nº 745 che unisce Topolò con il comune di Savogna;
- Sentiero Italia nº 746 che collega Topolò con il comune di Drenchia e percorre le cime del Colovrat sino al passo Solarie ed all'abitato di Clabuzzaro;
- il sentiero che dal passo Prievalo conduce alla cima del monte San Martino e prosegue verso il Sentiero Italia n° 745[12].

Due sono i passi che collegano la vallata su cui insiste il comune con quelle limitrofe, e precisamente il passo del Prievalo (663 m s.l.m.) che porta verso il comune di Savogna ed il passo di Brieza che conduce verso l'abitato di Luico (Slovenia) e la valle dell'Isonzo.

#### Idrologia

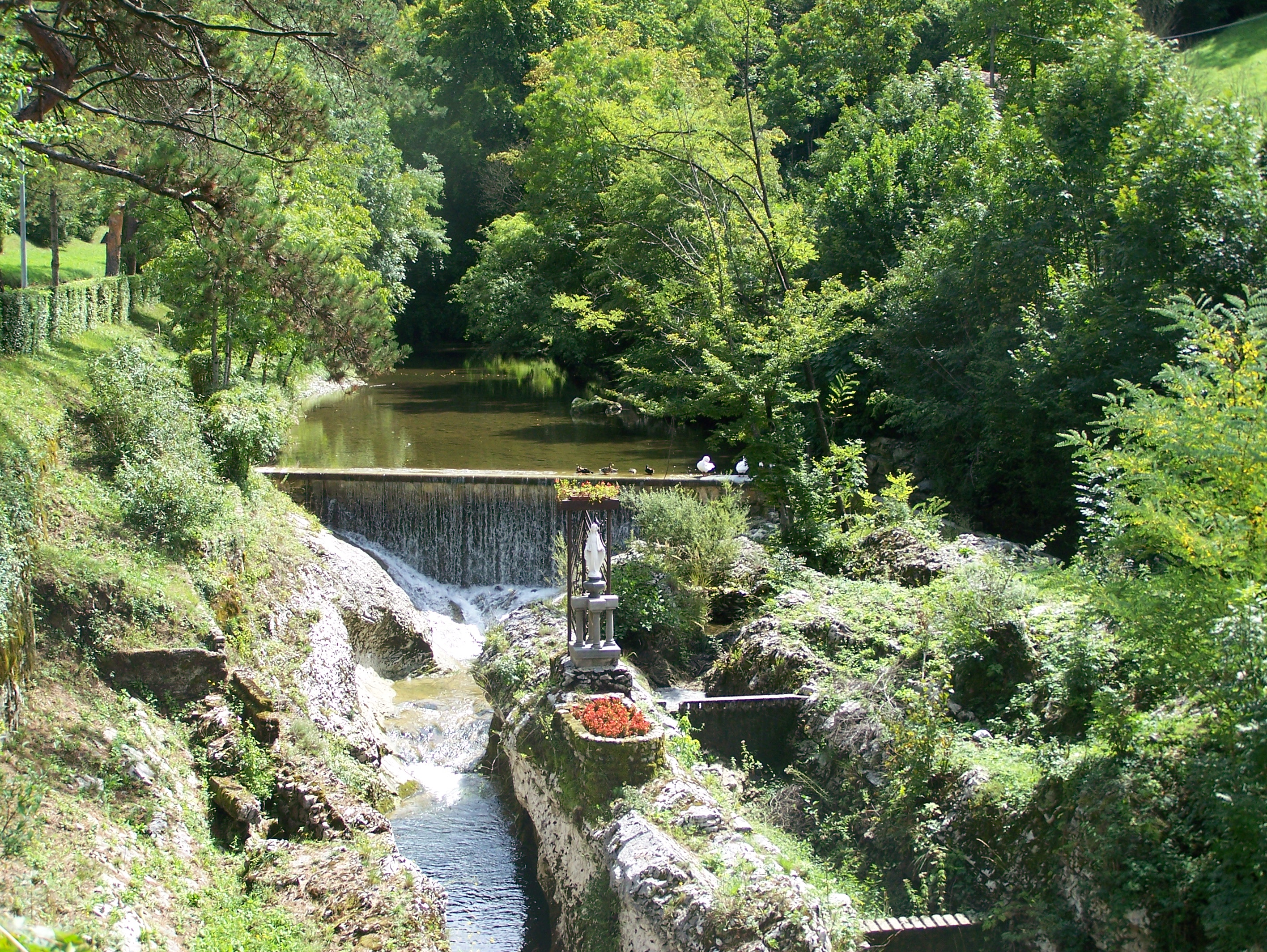
La cascata del Cosizza a Liessa/Liesa con la statua della Madonnina

Il territorio comunale è attraversato dal torrente Rieca che nasce dal monte Colovrat, in comune di Drenchia, e prosegue nel comune di San Leonardo con il nome di Cosizza. È bagnato inoltre dai torrentelli che scendono dai monti di San Martino, Colovrat e Santa Maria Maddalena (Codariana, Za Velin Čelan, Za Hošnjak) e dei numerosi ruscelli che prendono origine dalle sorgenti che sgorgano dai fianchi delle alture presenti (Potok Ozimjak, Biela Uoda, Za Traunim, Malnan, Kobijak, Starmarčak ecc.).
Le specie ittiche presenti nelle acque sono la trota fario, il barbo comune, il cavedano ed il gambero di fiume.
In particolare, nel tratto del torrente Rieca che attraversa l'abitato di Clodig, è stata rilevata la presenza delle seguenti specie:
| Nome comune | Nome scientifico    | Famiglia   | % presenze a Clodig |
| ----------- | ------------------- | ---------- | ------------------- |
| barbo       | Barbus plebejus     | Cyprinidae | 1%                  |
| trota fario | Salmo trutta trutta | Salmonidae | 99%                 |

La pesca nei torrenti è soggetta a particolari restrizioni e divieti stabiliti dalla Regione Friuli Venezia Giulia.
Le acque fanno parte del bacino montano del fiume Natisone e del bacino imbrifero del fiume Isonzo.

#### Geodesia e sismologia storica
Le mappe geologiche delle Prealpi Giulie fanno risalire le asperità del comune all'epoca dell'eocene.
Il complesso sedimentario del territorio comunale è identificato come "Flysch di Clodig" (Maastrichtiano inferiore).
Le grotte e le cavità presenti non sono così numerose ed estese come quelle delle vicine vallate del Natisone e dell'Alberone.
Il catasto regionale delle grotte del Friuli Venezia Giulia indica la presenza di 24 grotte e pozzi:
| Nr. catasto regionale | Nr. catasto locale | Nome principale                   |
| --------------------- | ------------------ | --------------------------------- |
| 1473                  | 606/FR             | Caverna di Seuza                  |
| 1474                  | 607/FR             | Antro di Topolò                   |
| 1595                  | 618/FR             | Risorgiva di Grimacco             |
| 2026                  | 873/FR             | Grotta della roncola              |
| 2544                  | 1205/FR            | Pozzo Giulietta                   |
| 2821                  | 1383/FR            | Pozzo a W di Trusgne              |
| 3002                  | 1492/FR            | Grotta 2° di Trusgne              |
| 3003                  | 1493/FR            | Grotta 3° di Trusgne              |
| 3441                  | 1829/FR            | Grotta a W di Monte S. Martino    |
| 3443                  | 1831/FR            | Pozzo dell'acqua                  |
| 3446                  | 1834/FR            | Passo a W del Nagunag             |
| 3447                  | 1835/FR            | Grotta a N di Topolò              |
| 4021                  | 2243/FR            | Grotta di Brida                   |
| 4540                  | 2542/FR            | Pozzo 1° ad E di Topolò           |
| 4592                  | 2593/FR            | Grotta BR1                        |
| 4593                  | 2594/FR            | Grotta BR2                        |
| 4594                  | 2595/FR            | Grotta BR3                        |
| 4595                  | 2596/FR            | Grotta BR4                        |
| 4596                  | 2597/FR            | Pozzo BR5                         |
| 4598                  | 2599/FR            | Grotta GR1                        |
| 5120                  | 2849/FR            | Grotta Top2                       |
| 5330                  | 2967/FR            | Grotta ad E di Grimacco Superiore |
| 6563                  | 3825/FR            | Risorgiva Crasso                  |
| 7641                  | 4627/FR            | Foiba del monte San Martino       |

Secondo la classificazione sismica, il comune appartiene alla zona 2 (sismicità medio-alta).

#### Clima
Classificazione climatica del comune: E, 2.788 gradi giorno

## Origini del nome
L'origine del toponimo Grimacco si può far risalire al vocabolo sloveno grm (cespuglio) che, con il suffisso ak assume il significato di "cespuglieto" e fa riferimento al gran numero di macchie di avellana che ricoprono le pendici del monte su cui il paese è arroccato. Venne nominato nell'anno 1379 (homines de Gremach) e nel 1445 (per la villa de Grimaç).

## Storia
Nel territorio non si hanno chiare evidenze di insediamenti abitativi stabili di epoca preistorica. Non essendo state eseguite campagne di scavi archeologici nella zona, i pochi reperti rinvenuti sono dovuti a ritrovamenti occasionali. Tra questi è da ricordare un'ascia ad alette della tarda età del bronzo rinvenuta presso l'abitato di Clodig. Sul monte San Martino è stato scoperto, nel 1998, un ripostiglio di nove attrezzi di ferro di epoca tardoantica, acquisiti dal Museo Archeologico Nazionale di Cividale del Friuli. Reperti di epoca romana sono stati ritrovati presso la chiesetta di san Mattia e precisamente un bronzetto di Ercole del III/II secolo a.C., un denario della gens Antestia (174 a.C.) e tre monete di epoca tardoromana. Presso l'abitato di Costne è stata inoltre rinvenuta una moneta celtica d'argento databile la metà del I secolo a.C..

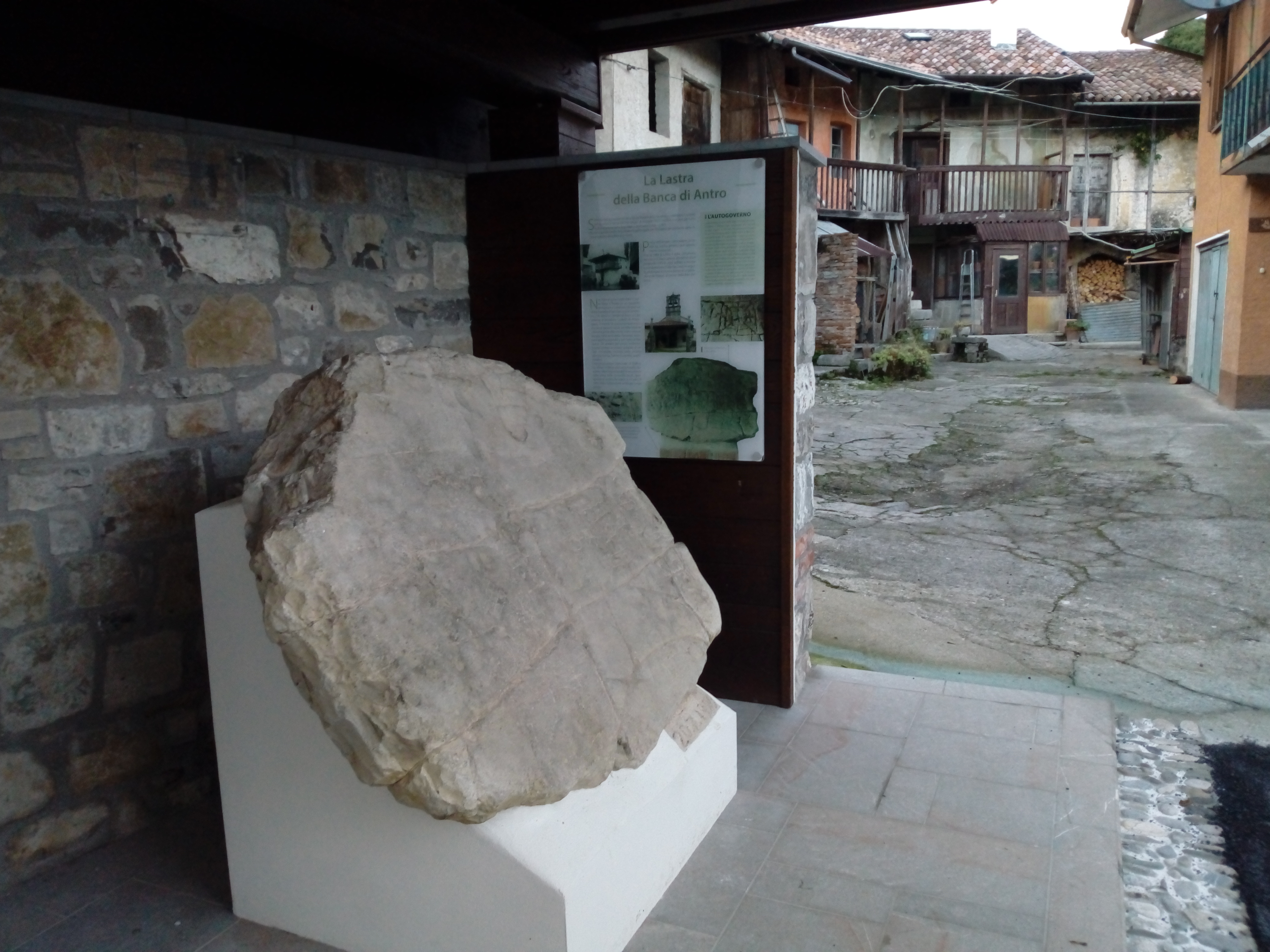
La lastra di Antro

Clodig di Grimacco - Rifornimento di munizioni da parte di militari dell'esercito italiano (1915-1918)

Nel secolo VII popolazioni slave entrarono in Italia, al seguito degli Avari, ed occuparono e colonizzarono le Valli del Natisone. Ebbero diversi scontri, con alterne fortune contro i Longobardi, che dopo il 568 avevano occupato quasi tutta la penisola. Presso Broxa, che alcuni identificano con Brischis ed altri con Ponte San Quirino (Broxas dicitur, non longe a Foroiuli… ad ponte Natisonis fluminis), avvenne, nel 670, la battaglia tra il duca Vettari e le milizie slave narrata dallo storico Paolo Diacono nella sua Historia Langobardorum. Le azioni bellicose terminarono dopo la stipula di un trattato che definiva i confini tra le due comunità e lasciava le terre della zona collinosa alle popolazioni slave. Successivamente l'area del Comune di Grimacco, dal Patriarcato di Aquileia sino alla caduta della Repubblica di Venezia, fece parte (con le contrade di Grimacco e Costne) della Banca di Merso che, con la corrispondente Banca di Antro, costituiva l'organizzazione che gestiva in modo autonomo l'amministrazione e la giustizia nell'area della Slavia veneta.
Tali privilegi vennero concessi come riconoscenza dell'azione di controllo e difesa dei confini nord-orientali del Friuli svolta dalle milizie locali all'uopo costituite. La banca di Merso riuniva i propri eletti, per il disbrigo degli affari amministrativi e giudiziari di prima istanza della popolazione delle valli del Cosizza e dell'Erbezzo intorno alla lastra di pietra posta sotto i tigli che crescevano nei pressi della chiesa di san Antonio Abate di Merso di Sopra. Le due banche di Antro e di Merso formavano, insieme, il Grande Arengo che si riuniva, ordinariamente, una volta all'anno nei pressi della chiesetta di San Quirino e trattava gli interessi generali di tutta la Slavia veneta.
In seguito, l'arrivo delle truppe di Napoleone e la conseguente imposizione del sistema amministrativo francese, portò alla soppressione di ogni forma di autonomia locale ed alla suddivisione del territorio in "Comuni" previa abolizione delle 36 "Vicinie" esistenti. In particolare, nelle Valli del Natisone furono istituiti gli otto comuni di San Pietro, San Leonardo, Savogna, Stregna, Drenchia, Grimacco, Rodda e Tarcetta. Questi ultimi due nel 1928 si fusero per formare il comune di Pulfero. Nel 1797, con il Trattato di Campoformio, la Slavia veneta venne assegnata in amministrazione all'Austria; successivamente, dopo la pace di Presburgo passò, per un breve periodo, al Regno d'Italia napoleonico. Nel 1815, dopo la stipula della convenzione di Schiarino Rizzino tornò all'Austria come parte integrante del Regno Lombardo Veneto. Nel 1848, sulla scia delle sollevazioni popolari che stavano scuotendo l'Europa, anche nella Slavia Veneta si formarono dei gruppi di resistenza che cercarono di ostacolare l'esercito austriaco.
Un cippo a ricordo dell'opera di resistenza avvenuta in quel periodo è visibile presso la cima del monte San Martino. Infine nel 1866, a seguito della terza guerra d'indipendenza, dopo la pace di Vienna ed il plebiscito del Veneto del 1866, si staccò dai domini absburgici per passare sotto il Regno d'Italia sabaudo.
Il territorio del comune di Grimacco tornò ad interessare la storia per le vicende legate alla prima guerra mondiale. Sulle cime delle montagne della zona passavano infatti le linee arretrate dello schieramento difensivo approntato dalla 2ª Armata a protezione della pianura friulana in caso di ripiegamento delle linee combattenti.
Nelle vicinanze del paese di Sverinaz era ubicato l'accampamento della 470ª Compagnia Mitragliatrici dove prestò servizio lo scrittore Carlo Emilio Gadda, allora tenente di complemento dell'Arma di Fanteria. Il 24 ottobre 1917 i paesi del Comune furono sconvolti dai tragici avvenimenti della battaglia di Caporetto che tanti lutti e danni provocarono in tutto il territorio delle Valli del Natisone ad opera dell'esercito austro-ungarico.

### Simboli
Lo stemma e il gonfalone del comune di Grimacco sono stati concessi con decreto del presidente della Repubblica del 16 febbraio 1955.
Il gonfalone è un drappo trinciato di azzurro e di bianco.

## Monumenti e luoghi d'interesse

### Architetture religiose

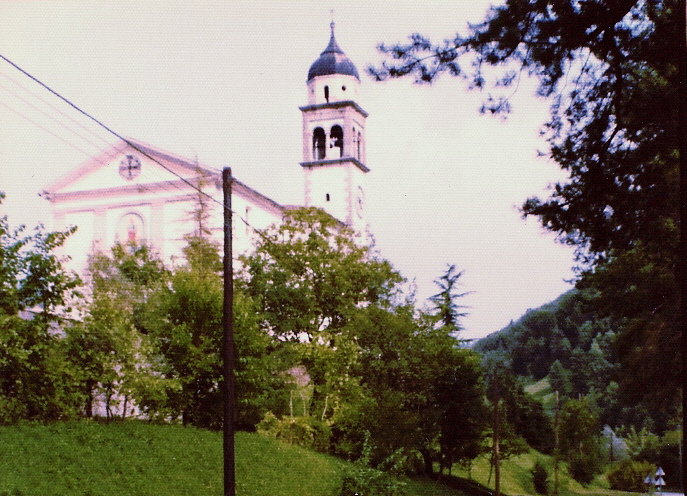
La chiesa di Santa Maria del Buon Consiglio a Liessa.

Nel Comune di Grimacco sono presenti due chiese: una ubicata nel fondovalle a Liessa e l'altra eretta in altura presso il paese di Topolò. La più importante è la parrocchiale di Liessa, che è dedicata a Santa Maria del Buon Consiglio; fu costruita nel 1830 al posto di una preesistente, di minori dimensioni, edificata nel 1687. Ha, sulla facciata, un pregevole mosaico raffigurante santa Barbara (dono degli emigranti del Comune) ed un possente portale in bronzo realizzato nel 1995 dallo scultore Giorgio Benedetti. All'interno sono visibili le vetrate colorate realizzate dal maestro Kregar ed un organo a 27 canne costruito nel 1841 da Valentino Zanini; il soffitto della navata è occupato da un affresco, del fine ottocento, raffigurante la Madonna contornata da una schiera di angeli.
La seconda, dedicata a san Michele, fu costruita sulla cima del paese di Topolò nel 1847 dalla popolazione locale, utilizzando materiale reperito sul posto e senza alcun contributo civile o ecclesiastico. La facciata è adornata da un mosaico raffigurante san Cristoforo. All'interno della chiesa sono stati costruiti tre altari: il maggiore è consacrato a san Michele mentre i due laterali sono dedicati, rispettivamente, a san Giuseppe ed alla santa Vergine. Sempre all'interno dell'edificio, sulla parete di sinistra, è stata realizzata nel 2006, dallo scultore Isidoro Dal Col, una grande pala in terracotta raffigurante la Natività.
Sul territorio esistono anche due chiesette votive, costruite sulla sommità di due alture, presso le quali si svolgono le caratteristiche sagre paesane della Slavia veneta. La prima, dedicata a san Martino, è ubicata sulla cima dell'omonimo monte e fu costruita, in stile romanico, nel XIII secolo; venne citata per la prima volta in un documento del 1299 e fu consacrata nel 1485. La seconda, dedicata a san Mattia apostolo, fu costruita nei pressi del paese di Costne nel XIV secolo e venne ristrutturata dopo i terremoti che colpirono la regione negli anni 1511 e 1513. L'attuale trifora campanaria è stata realizzata in tempi più recenti..

### Architetture rurali

#### Kozolec
Nei pressi dei paesi di Topolò, Seuza, Brida Superiore ed Inferiore, Canalaz e Plataz si possono ammirare numerosi esempi di vecchie costruzioni localmente chiamate kozolec. Sono strutture in pietra e legno tipiche dell'architettura rurale dell'area etnica slovena, adibite ad essiccatoi dei prodotti agricoli come funzione principale, ed a deposito delle attrezzature agricole come mansione secondaria.

#### Mulini
Tra la fine del XIX secolo e la prima metà del XX, sul territorio comunale erano in funzione undici mulini costruiti in prossimità dei numerosi corsi d'acqua esistenti. Oggigiorno di tutti questi impianti rimangono visibili solo parti delle murature e tracce dei sistemi di convogliamento delle acque. Fa eccezione il mulino di Seuza che, edificato verso la metà del XVIII secolo e rimasto in attività fino agli anni 60 del XX, è stato recentemente ristrutturato nelle parti in muratura e nei manufatti per la canalizzazione delle acque.

### Musei

#### Museo etnografico

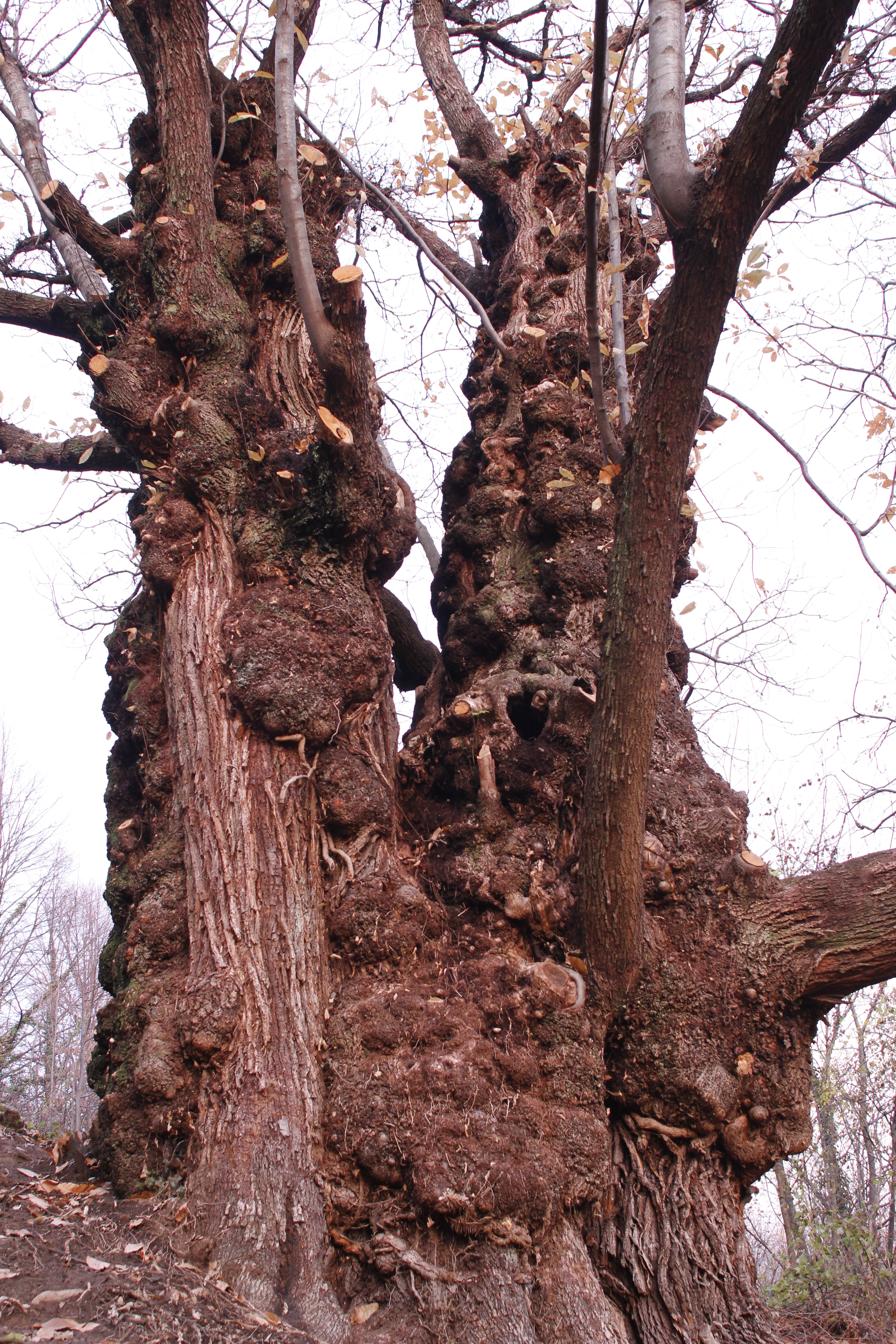
Il castagno secolare di Canalaz.

Nel capoluogo di Clodig è operante il museo etnografico Mario Ruttar che espone una raccolta di attrezzi e manufatti utilizzati, nei secoli scorsi, dalla popolazione locale per le attività rurali e domestiche quotidiane.

#### Museo caseario
Il museo caseario trova sede nel fabbricato dell'ex latteria sociale della frazione di Plataz. È stato allestito utilizzando i materiali e gli attrezzi impiegati negli ultimi anni di funzionamento dell'opificio, affiancati dalla documentazione che ne spiega il funzionamento.

### Botanica
Nei pressi della frazione di Canalaz sorge un castagno secolare che è censito nall'elenco degli alberi monumentali d'Italia, come stabilito dalla legge 10/2013, per i criteri di: 
- età e dimensioni;
- valore ecologico;
- valore storico,culturale e religioso.[89]

## Società

### Evoluzione demografica
Abitanti censiti

Nel secondo dopoguerra la popolazione si è ridotta di oltre tre quarti, particolarmente in quelle frazioni poste al di sopra dei 400 metri di altitudine. Gli attuali residenti sono circa il 21 % di quelli rilevati nel 1961.

### Lingue e dialetti

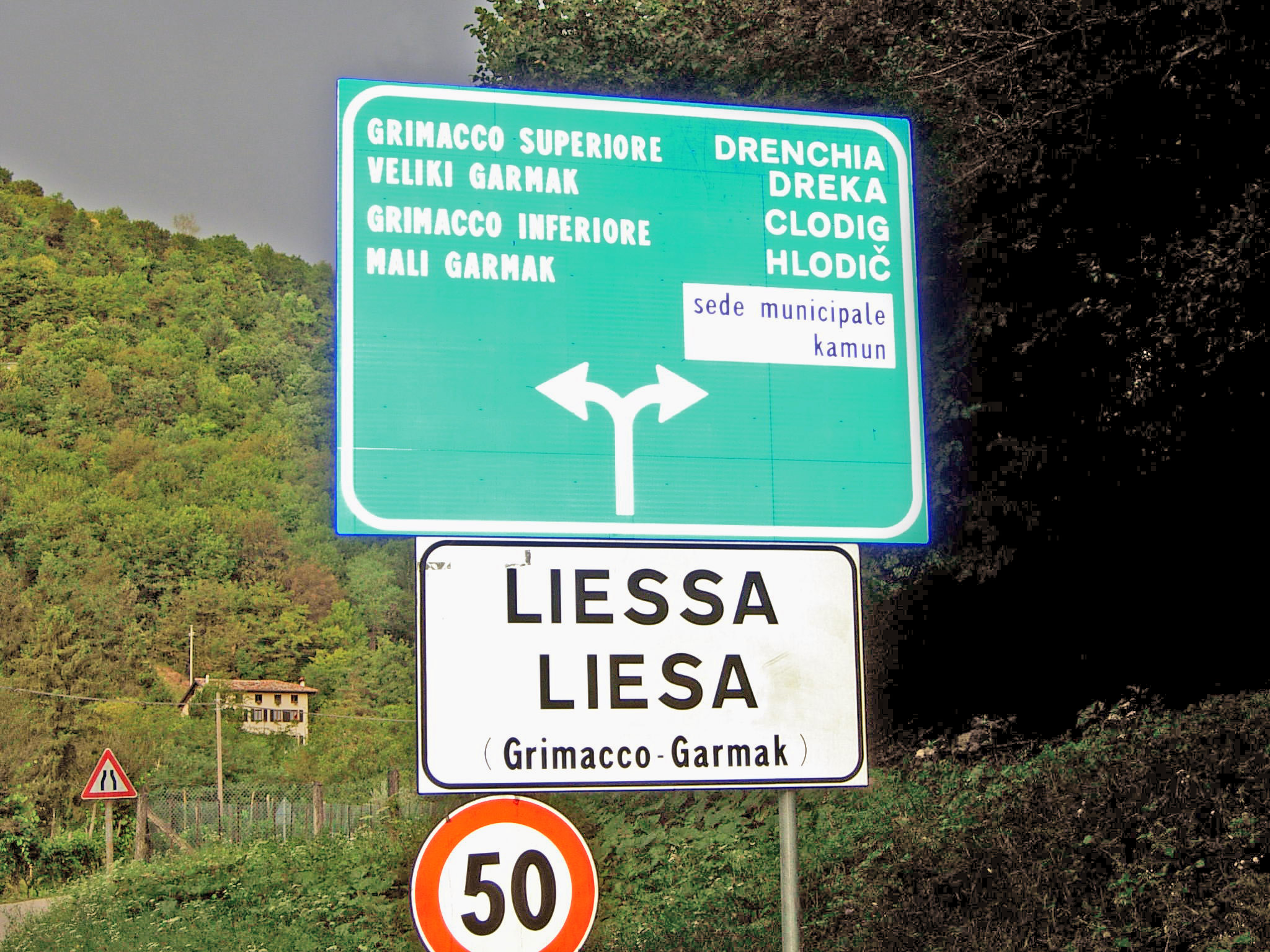
Segnalazione stradale bilingue a Grimacco - I nomi sloveni sono scritti nel dialetto locale.

Il censimento del 1971 riscontrava che il 77,2% della popolazione del comune si dichiarava appartenente alla minoranza linguistica slovena. Nel comune, accanto alla lingua italiana, è ufficialmente tutelata la lingua slovena. In armonia a quanto stabilito dalla legge 38/2011 Norme a tutela della minoranza linguistica slovena della regione Friuli Venezia Giulia, nelle insegne pubbliche e nella toponomastica viene utilizzata la formulazione bilingue.

### Religione
La maggior parte della popolazione comunale, come per il resto dell'Italia, appartiene alla chiesa cattolica.
Nel comune ha sede la parrocchia di Santa Maria del Buon Consiglio di Liessa, afferente alla forania del Friuli Orientale dell'arcidiocesi di Udine. Il parroco esercita le sue funzioni anche presso le parrocchie di San Leonardo abate a San Leonardo, San Paolo Apostolo a Stregna, San Giovanni Battista a Tribil Superiore e Santa Maria Assunta a Drenchia.

### Eventi
- 23 giugno, Kries Svetega Ivana a Costne, in località Luze, festa del solstizio d'estate con accensione del falò di San Giovanni[94][95].
- luglio, Stazione di Topolò-Postaja Topolove - a Topolò due settimane di incontri tra manifestazioni e mostre di opere d'arte di artisti internazionali[95][96].
- luglio/agosto, Al di là della linea immaginaria, passeggiata tranfrontaliera tra Topolò e Luico (Slovenia)[95].
- novembre, a Liessa a cura del Circolo Culturale Rečan, Senjam beneške piesmi (Festival della canzone slovena nelle Valli del Natisone), manifestazione con canzoni inedite di autori della Benečija (Slavia veneta) con testo in dialetto sloveno locale[95].
- 15-23 dicembre, Devetica Božinčna (Novena di Natale), rito tradizionale sloveno con preghiere nelle case dei paesi, canti e processioni notturne con l'immagine della Madonna[95][97].

## Cultura

### Istruzione
Dopo la chiusura delle tre scuole elementari e dell'asilo che operavano sul territorio verso gli anni '50 del secolo scorso, attualmente nessuna scuola risulta presente nel comune.
Gli istituti di istruzione più vicini alla sede municipale sono:
- a San Leonardo la scuola dell'infanzia (scuola materna), la scuola primaria (scuola elementare) e la scuola secondaria di primo grado (scuola media)[99][100];
- a San Pietro al Natisone, oltre alla tipologia di scuole sopra indicata, anche l'Istituto regionale sloveno per l'istruzione professionale (IRSIP), il liceo psicopedagogico e linguistico, e l'Istituto comprensivo bilingue (italiano - sloveno) con scuola dell'infanzia, scuola primaria e scuola secondaria di 1º grado[101][102][103].

### Cucina

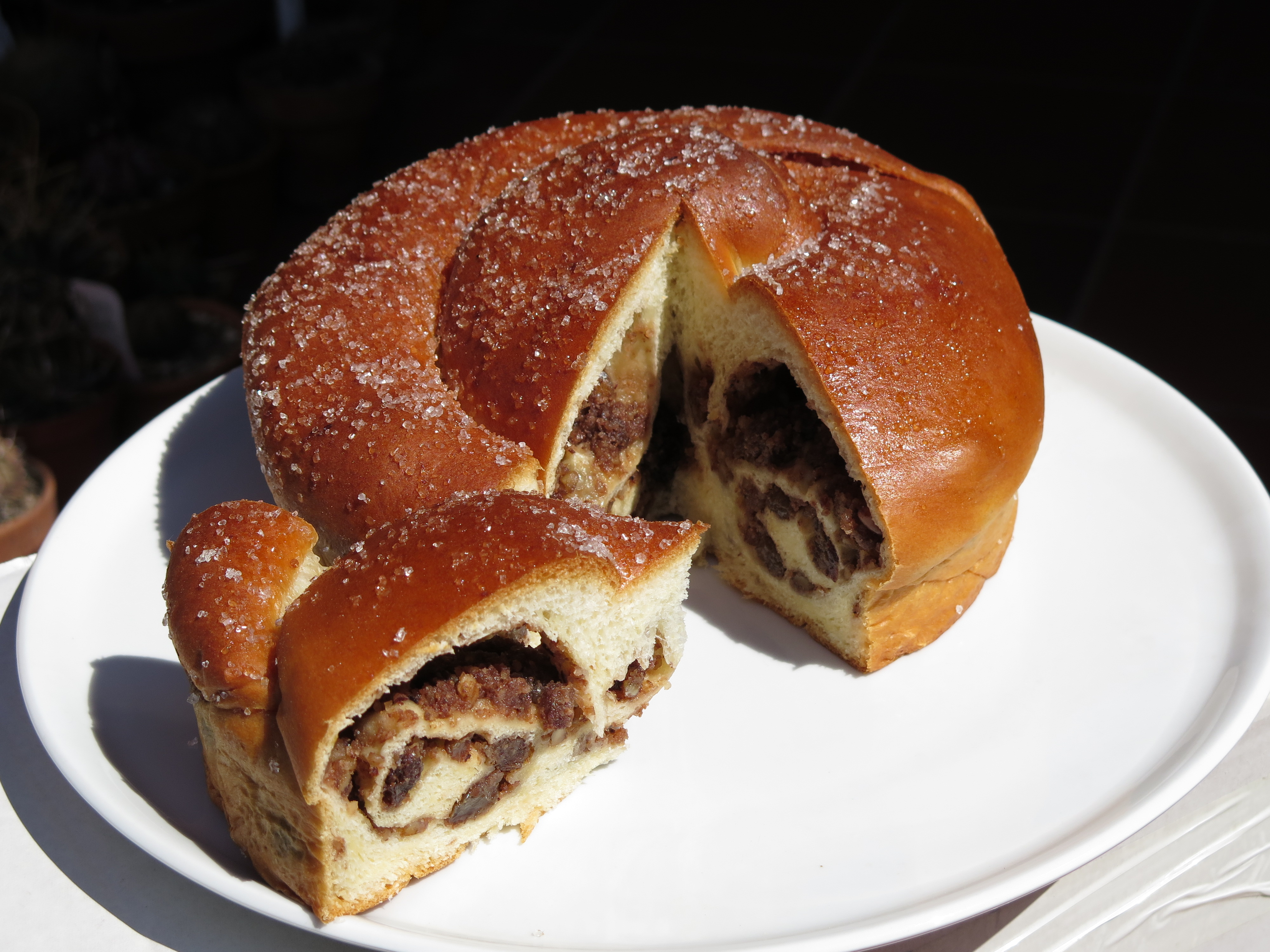
Gubana

Fra i piatti caratteristici di Grimacco vi sono:
- la Gubana: un tipico dolce delle valli del Natisone, a base di pasta dolce lievitata con un ripieno di noci, uvetta, pinoli, zucchero, liquore, scorza grattugiata di limone, dalla forma a chiocciola e cotto al forno[104];
- gli Strucchi: dolci fatti con sfoglia di farina ripiena di un composto di uvetta, pinoli, noci, zucchero e burro. Si presentano nella versione fritta o lessa[105][106];
- il Frico: un piatto a base di formaggio, considerato la preparazione culinaria più tipica del Friuli. Si presenta in due versioni: friabile o morbido[107];
- la Brovada: un piatto a base di rape usato per accompagnare arrosti o carni bollite[108];
- il Musetto: insaccato di carne mista di suino, cucinato soprattutto nella stagione invernale, e servito con il contorno di brovada[109];
- il salame friulano: insaccato di un trito di carne scelta di suino, lardo e spezie[110];
- il formaggio Montasio[111];
- il formaggio Latteria del Friuli[112][113][114]
- le štakanjie, passato di patate e tegoline condito con un soffritto di olio, aglio e pancetta di maiale e con aceto[115];
- le šnite, un dolce povero fatto da fette di pane raffermo bagnate nel latte e nell'uovo, fritte nell'olio o strutto e ricoperte di zucchero[116].

## Geografia antropica
Il capoluogo del comune è l'abitato di Clodig che ospita, nell'edificio comunale, una sala polifunzionale utilizzata per le attività pubbliche e per gli eventi di natura culturale. Su un alto costone è abbarbicata la frazione di Topolò un tempo il centro più popoloso del comune (264 abitanti nel 1961, oggi soltanto 33) che dal 1994 è sede della rassegna d'arte Stazione di Topolò. L'abitato di Liessa ospita la ottocentesca chiesa parrocchiale di S. Maria del Buon Consiglio ed è sede del Senjam beneške piesmi, festival della canzone popolare slovena, che ha luogo durante il mese di novembre.

### Frazioni
Arbida/Arbida, Brida Inferiore/Dolenje Bardo, Brida Superiore/Gorenje Bardo, Canalaz/Kanalac, Clodig/Hlodič, Costne/Hostne, Dolina/Vodopivac, Grimacco Inferiore/Mali Garmak, Grimacco Superiore/Veliki Garmak, Liessa /Liesa, Lombai/Lombaj, Plataz/Platac, Podlach/Podlak, Rucchin/Zaločilo, Scale/Skale, Seuza/Seucè, Slapovicco/Slapovik, Sverinaz/Zverinac, Topolò/Topolove, Ville di Mezzo (o Case Fanfani).
La frazione di Scale è un'exclave all'interno del comune di Drenchia; analogamente quest'ultimo comune ha un'exclave (la frazione Malinsche) all'interno del territorio di Grimacco.

## Infrastrutture e trasporti

### Strade
Il fondovalle del comune è percorso dalla  strada provinciale nº45 "della Val Cosizza" che collega Azzida, nel comune di San Pietro al Natisone, con Cras, nel comune di Drenchia.
Il resto del territorio è attraversato dalle strade comunali che uniscono la varie frazioni con la provinciale:
- strada Clodig-Costne-Podlach;
- strada Coldig-Seuza-Topolò;
- strada Liessa-Grimacco Inferiore-Grimacco Superiore;
- strada Clodig-Sverinaz-Cras;
- strada Clodig-Brida-Plataz-Canalaz;
- strada per Arbida.

Il mezzo di trasporto più usato è l'automobile, grazie anche al prezzo scontato della benzina per gli abitanti locali.
Il servizio di trasporto pubblico è svolto dagli autobus della società TPL FVG - Trasporto Pubblico Locale. che collegano Cividale con Cras con diverse corse giornaliere

### Ferrovie
La ferrovia più vicina al Comune è quella che collega Cividale del Friuli con il capoluogo di Udine, gestita dalla società, a capitale interamente regionale, Ferrovie Udine Cividale s.r.l.. La stazione di Cividale dista 17km dal Municipio di Grimacco a Clodig.

## Amministrazione
Elenco degli amministratori succedutisi dal 1871 ad oggi:

### Regno d'Italia
| Periodo | Periodo | Primo cittadino              | Partito | Carica | Note |
| ------- | ------- | ---------------------------- | ------- | ------ | ---- |
| 1871    | 1872    | Giuseppe Craghil             | -       | -      | -    |
| 1873    | 1879    | Stefano Chiabai              | -       | -      | -    |
| 1879    | 1885    | Giuseppe Craghil             | -       | -      | -    |
| 1885    | 1887    | Antonio Marinig              | -       | -      | -    |
| 1888    | 1892    | Stefano Chiabai              | -       | -      | -    |
| 1893    | 1895    | Giuseppe Gus                 | -       | -      | -    |
| 1896    | 1902    | Stefano Chiabai              | -       | -      | -    |
| 1903    | 1905    | Pietro Primosig fu Giovanni  | -       | -      | -    |
| 1906    | 1911    | Matteo Trusgnach             | -       | -      | -    |
| 1912    | 1913    | Antonio Sdraulig di Giovanni | -       | -      | -    |
| 1914    | 1920    | Giovanni Vogrig fu Giovanni  | -       | -      | -    |
| 1921    | 1925    | Giovanni Gariup fa Matteo    | -       | -      | -    |
| 1925    | 1928    | Matteo Trusgnach fu Giuseppe | -       | -      | -    |
| 1929    | 1933    | Giovanni Vogrig              | -       | -      | -    |
| 1934    | 1935    | Antonio Crucil               | -       | -      | -    |
| 1935    | 1940    | Giovanni Rucchin             | -       | -      | -    |
| 1941    | 1945    | Filippo Canalaz              | -       | -      | -    |

### Repubblica Italiana (1945 - oggi)
| Periodo | Periodo   | Primo cittadino     | Partito                    | Carica  | Note |
| ------- | --------- | ------------------- | -------------------------- | ------- | ---- |
| 1945    | 1960      | Antonio Pauletig    | -                          | Sindaco | -    |
| 1960    | 1965      | Giuseppe Clodig     | -                          | Sindaco | -    |
| 1965    | 1975      | Lucio Zufferli      | -                          | Sindaco | -    |
| 1975    | 1990      | Fabio Bonini        | Partito Comunista Italiano | Sindaco | -    |
| 1990    | 1994      | Elio Chiabai        | Democrazia Cristiana       | Sindaco | -    |
| 1994    | 2009      | Lucio Paolo Canalaz | Lista civica               | Sindaco | -    |
| 2009    | 2024      | Eliana Fabello      | Lista civica               | Sindaco | -    |
| 2024    | in carica | David Iurman        | Lista civica               | Sindaco | -    |

### Altre informazioni amministrative
Il comune, fino al 1º agosto 2016, ha fatto parte del comprensorio della Comunità Montana del Torre, Natisone e Collio.
Nel dicembre dello stesso anno ha manifestato l'intenzione di aderire alla Unione Territoriale Intercomunale (UTI) del Natisone che, tra le funzioni esercitate, ha assunto anche quelle della disciolta predetta comunità.
 Dal 1º gennaio 2021, a seguito della soppressione delle UTI, è entrato a far parte della Comunità montana Natisone e Torre